# Basilio Villarino
Basilio Antonio de Villarino y Bermúdez (Noya, España, 1741 - Sierras de Ventania, actual Argentina, 1785) fue un explorador, colonizador y marino español. Se desempeñó como piloto de la Real Armada Española.

## Carrera
En 1773 Villarino arriba al Río de la Plata, siendo piloto asistente de la fragata Perpetua, al mando del capitán Bustillos. A partir de 1778 comienza un detallado reconocimiento de la Patagonia argentina, durante el cual explora las costas del litoral marino y los ríos Negro, Colorado, Limay y Deseado entre otros. 

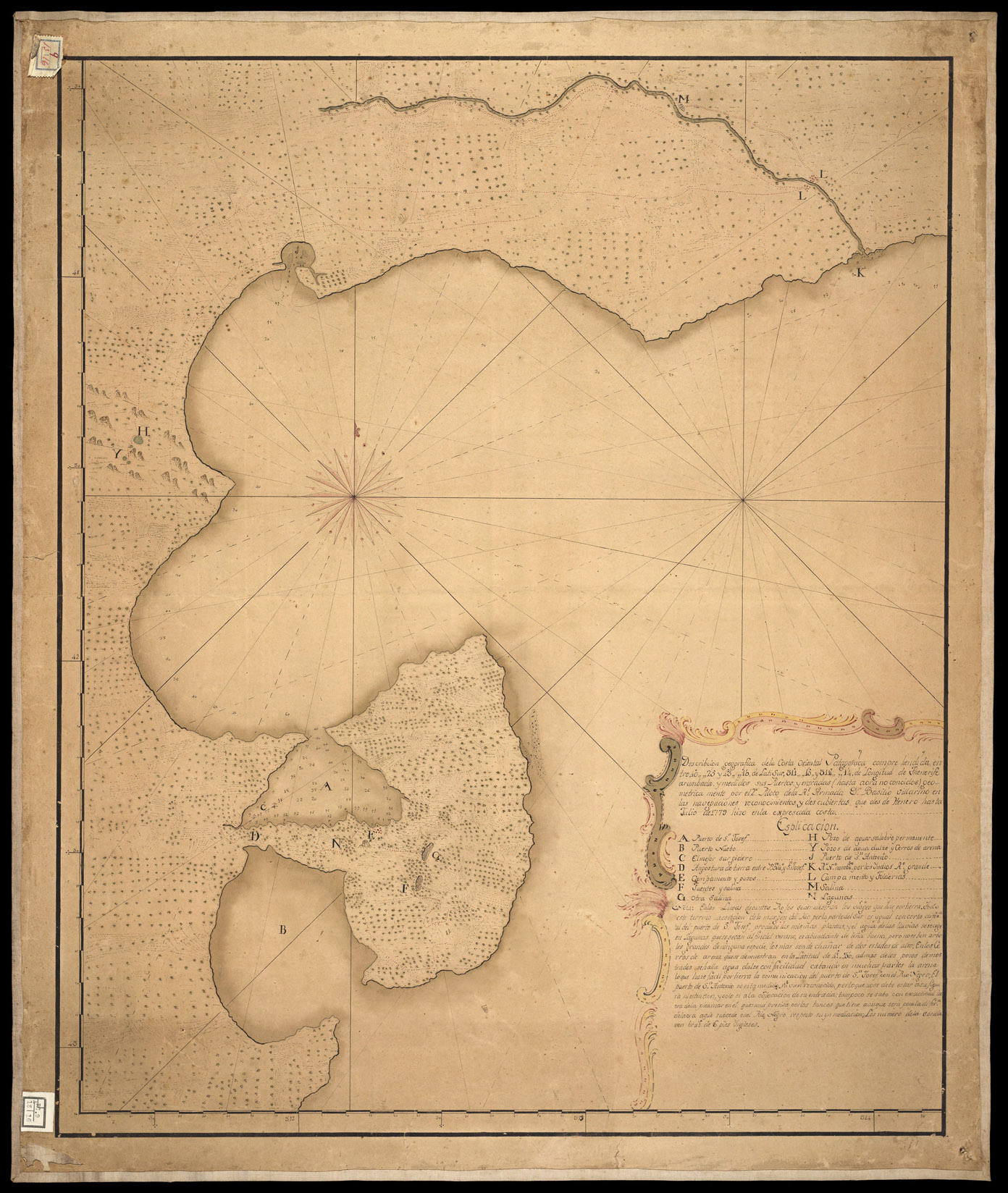
Mapa de las exploraciones de 1779 elaborado por Basilio Villarino, se observa la Península de Valdés, el golfo San Matías y el río Negro.

Durante 1779 participó de la expedición comandada por en primer lugar Juan de la Piedra y luego por Francisco de Viedma durante la cual se fundaron los fuertes de San José en enero de ese año y de Carmen de Patagones en el mes de abril. Villarino fue el capitán del bergantín «Nuestra Señora del Carmen».
Entre el 23 de abril y el 27 de mayo de 1780 emprendió el reconocimiento del río Colorado, al norte del Fuerte del Carmen por tierra y por mar. Entre el 25 de octubre de 1780 y el 1 de enero de 1781 realizó relevamientos hacia el sur y el oeste del Fuerte, relevando la zona del actual puerto de San Antonio, en el norte del golfo de San Matías. Entre el 12 de abril y el 8 de agosto de 1781, el piloto volvió a partir hacia la desembocadura del río Colorado y las islas y bahías cercanas a ella.
En 1782 realiza el reconocimiento del río Negro hasta sus nacientes, continuando luego con la navegación del río Limay hacia el sudoeste y la de uno de sus afluentes hacia el norte. Esta expedición fue realizada entre el 28 de septiembre de 1782 y el 25 de mayo de 1783 y su objetivo era buscar una comunicación con la ciudad de Valdivia, en Chile, y con el Pacífico, y verificar la posibilidad de avances extranjeros por ese curso fluvial desde el Atlántico hasta la ciudad mencionada. El viaje fue efectuado con cuatro embarcaciones tipo chalupas denominadas San José, San Juan, San Francisco de Asis y Champán. La navegación río arriba la realiza a la sirga y va acompañado por un cacique local.  
En 1783 descubre la isla Choele Choel, aunque debido al permanente ataque de los aborígenes debe suspender la exploración. Villarino es asesinado por indígenas en enero de 1785, durante una expedición a las Sierras de Ventania comandada por Juan de la Piedra. 
Villarino dejó nota de sus experiencias y exploraciones en un diario.

## Homenajes
- El primer barco militar de la Armada Argentina fue nombrado en su memoria, el Vapor Villarino, que operó entre 1879 y 1899.
- Isla Villarino, la primera isla del río Negro (la más próxima a la desembocadura en el océano Atlántico).
- Puente Basilio Villarino, uno de los dos puentes que conectan las ciudades de Viedma (Río Negro) y Carmen de Patagones (Buenos Aires).
- Plaza Villarino, la plaza más grande y céntrica de la ciudad de Carmen de Patagones.
- Plaza Villarino, la plaza céntrica de la localidad de Hilario Ascasubi, provincia de Buenos Aires.
- Playa Villarino, en la península Valdés, al sur del golfo San José, provincia del Chubut.
- Avenida Villarino, el tramo céntrico de la avenida costanera de la ciudad de Viedma.
- Península Villarino, en la cual está ubicado el puerto de San Antonio Este, provincia de Río Negro; asimismo, el cabo más occidental de la península se llama "Punta Villarino" y el parque dunar ubicado en la península también lleva su nombre.
- Barrio Villarino, de la ciudad de Cipolletti, provincia de Río Negro.
- Uno de los distritos de la Provincia de Buenos Aires lleva su apellido, el partido de Villarino.
- Lago Villarino, un lago ubicado en el departamento Lácar de la provincia del Neuquén, Argentina.
- Río Villarino, un pequeño curso de agua de unos 300 metros que comunica el lago homónimo con el lago Falkner, en la provincia del Neuquén.
- Calle Villarino en el barrio de Barracas, Ciudad de Buenos Aires